# スーパードンキーコング3
『スーパードンキーコング3 謎のクレミス島』（スーパードンキーコングスリー なぞのクレミスとう、SUPER DONKEY KONG 3、英題: Donkey Kong Country 3: Dixie Kong's Double Trouble!）は、イギリスのレアが開発を行い、日本の任天堂から発売された横スクロールアクションゲーム。1996年11月1日に北米、同年11月23日に日本、同年12月13日に欧州で発売された。スーパードンキーコングシリーズ第3作目。
ゲーム誌『ファミ通』の「クロスレビュー」にてシルバー殿堂を獲得した本作は、後にほかの家庭用ゲーム機に移植された（#評価、#移植版）。
なお本稿では、本作をイメージして製作されたゲームボーイカラー用ソフト『ドンキーコングGB ディンキーコング&ディクシーコング』（英題: Donkey Kong Land III）についても扱う。

## システム
基本は横スクロールのアクションゲーム。主人公のディクシーコングとディンキーコングを操作し、クレミス島に行ったまま行方不明となったドンキーコングとディディーコングを捜し出すことを目的としている。コングはロープ・タル大砲アクション時などを除き、任意での入れ替えも可能。
今作はコング島の北にあるクレミス島を舞台に物語が進行する。今回はワールドマップ中の水上部分がルート移動ではなく直接操作できるため、探索の要素もある。また、各ワールドから自由に脱出できるため、セーブをいつでも行うことが可能。ワールド3・4は攻略順を問わないが、ワールド5に行くためには両方のクリアが必要。また、ワールド7の解放にはワールド5と6両方のクリアが必要である。バナナバードが閉じ込められているほら穴は周囲の地形に同化しており、入り口の前で操作することで壁が崩れ、中に入れるようになる。入ると4つのクリスタルが光り出すので、同じ順番で光らすと救出できる。
前作まではドンキーコングと同等かさらに上回る巨躰を誇る動植物が主な敵キャラクターだったが、本作からは異形のモンスターやロボット兵器などファンタジーに属する存在がファミリーの前に立ちはだかる。待ち受ける敵を倒したり避けたりしながら、ステージの最後にあるゴールフラッグにたどり着けばステージクリアになる。ボスステージの場合は、ボスを倒すとステージクリアになる。ステージを攻略する順番は決められており、隠しゴールなどによる分岐も存在しない（ワールド攻略の分岐はあるが、最終的には全て攻略する必要がある）。過去にクリアしたステージをもう一度遊ぶことも可能。
コングには性能差があり、ディクシーはポニーテールのポバリングを始めとした素早さとジャンプ力に優れており、ディンキーはより頑丈な敵を倒すことが可能。敵はジャンプで踏みつける・体当たり攻撃（ポニーテールスピン、ローリングアタック）といった直接攻撃や、タルを投げつけるなどの飛び道具で倒せる。ただし、一部の攻撃が通用しない敵もいる（コング側がダメージを受ける場合もある）。また、攻撃アクションをせずに横側・下側から接触すると、原則的にダメージを受ける。本作から新たに水面を跳ぶ「水切りジャンプ」などの新要素が追加された。
ダメージを受けた場合、コングが1匹しかいない場合はミス（残機が1減り、0の時はゲームオーバー）。2匹揃っている場合、操作中のコングが逃げ出して、もう片方のコングに自動的に交代する。ただし、谷底に落ちたり、乗り物に乗っている最中に大破すると、無条件にミスとなる。いなくなったパートナーはDK印のタル（DKバレル）を破壊することで復帰可能。
また、コングが2匹揃っている場合に限り、操作していないほうのコングを担ぎ上げる「チームアップ」が可能。前方に投げれば、敵を攻撃できるが、敵に当たらず地面に投げつけると投げつけられたコングは回収するか操作しているコングがゴールフラッグにたどり着いてステージクリアもしくは谷底に落ちて無条件にミスとなるまで動けなくなる（敵に触れるとダメージを受けて逃げ出す）。投げたときの性質は、組み合わせで異なる（詳細は後述）。
ステージによっては動物の仲間（アニマルフレンド）がおり、上に乗ることでアニマルフレンドを操作できる。動物ごとの能力でステージを進めるが、他のステージには持ち越せない。敵からダメージを受けるとコングをおいて逃げ出すが、再び背中に乗れば利用できる。コング自身がアニマルフレンドに変身して進む場面もある。
達成率は、完全クリアで103%となり、ステージクリア、バナナバードの入手、バナナクイーンの救出、ボーナスコインの入手、DKコイン獲得などが条件になる。なお、新規ファイル作成時にパスワードを入れることによって難易度の高いモードをプレイ可能となり、完全クリアでの達成率もさらに大きくなる（最高105%）。
なお本作では集めたアイテムの数は通常表示されず、増減した時などに数秒間表示されるのみ。そのためアイテム表示のために画面を割くことがなく、フル画面でステージを映し出すことができる。その反面、プレイヤーの意思で任意に残機数などを確認することはできない。

### ゲームモード
本作には3つのモードが存在する。
1人用（One player）
プレイヤー数は1人で、ステージを進めていき最終クリアを目指す。
2人対戦（Two player contest）
プレイヤー数は2人で、ピンク青チーム（服の色はディクシーがピンク、ディンキーは青）と紫緑チーム（服の色はディクシーが紫、ディンキーが緑）に分かれる。それぞれが独自に攻略していき、どちらが先に最終クリアができるかを競う。セーブもそれぞれ別々に行われる。
2人協力（Two player team）
プレイヤー数は2人で、プレイヤー1がディクシーを、プレイヤー2がディンキーを操作して、1つのデータを協力して攻略する。
また本作には「全体マップ」と「ワールド内のマップ」の2種類のマップ画面がある。プレイヤーは遊びたいステージや、利用したい施設を選択することができる。マップ上のワールドやコースに表示される旗はクリアしているか否かを示している。

### ボーナスステージ
隠しステージに行くために必要なアイテム「ボーナスコイン」が眠っている隠し部屋。ほとんどのステージに数か所ずつあり、ボーナスバレル（Bの文字が書かれたタル）が入口になっている。ミニゲームに挑戦し、勝てばボーナスコインを1か所につき1枚獲得できる。

### スワンキーのミニゲーム
「スワンキーのテント」で遊べる的当て。遊ぶにはベアーコイン2枚が必要。クランキーと別画面で勝負し、勝つとベアーコイン4枚とバナナ40本がもらえ、負けるとコインを1枚だけ返される。これらのミニゲームは、SFC版のみ。
こっちにポイポイ
先に3点リードをした側の勝利。60秒の時間制限が切れると判定。
ポイポイ25
先に25ヒットした側の勝利。60秒の時間制限が切れると判定。
スーパーポイポイ
相手がミス（的はずれ・見逃し）をした時点で勝利。カウントが増えるため時間無制限。

## ストーリー
キャプテンクルールを倒して数ヵ月後のある日、ディディーコングの家を訪れたディクシーコングは書置きを見て彼がドンキーコングと2人でクレミス島の探検に行ったことを知る。しかし何日待っても2人が戻って来ないことが心配になり、ディクシーはクレミス島に行く。島で最初に出会ったリンクリーコングは「ドンキーとディディーを見かけたがどこに行くかは聞かなかった」とディクシーに話す。次にファンキーコングと出会い、彼の親戚の赤ちゃんコング・ディンキーコングを託される。
ディクシーらは、ゾウのエリーや小鳥のパリーを仲間に加え、島の中央に浮かぶ「メカノス工場のしま」 を訪れる。公害を防ぐために工場はここに集約されているが、それでも付近の環境に影響が出ていた。危険な仕掛けを潜り抜けた一行は、クレムリン軍団の新たなボスとされているロボット・カオスと戦う。
その後、一行はクレミス島の最深部にあるクルールの城へと到着し、再びカオスと戦う。だが、カオスはあくまでも攻撃用のロボットにしかすぎず、黒幕のバロンクルールが現れる。
バロンクルールを撃退した後、一行は仲間のクマの一人・ブルンダーから「コンパス岩」と呼ばれる4つの岩の周囲を回ると「クレマトアとう」が出現することを知らされる。壊すことを生きがいとするクマのブーマーを呼び寄せ、「クレマトアとう」に通じる岩を壊してもらい、一行は島内へ進入する。エリーが大量のスニークに驚いて暴走してしまう一幕もあったが、何とかバロンクルールのいる潜水艦までたどり着く。
なおすべてのバナナバードを解放し、雲の上にいるバナナバードの女王・バナナクイーンのもとへ連れて行くことで、バナナクイーンが助太刀に入る真のエンディングとなる。

## ステージ構成
今作はクレミス島を舞台に物語が進行する。コング島の北にあるとされる。中央に大きな湖があり、全体的に湿潤。数十年前までは大きな戦争（クレミアン戦争）が起こっていた。今回はワールドマップ中の水上部分がルート移動ではなく直接操作できるため、探索の要素もある。また、各ワールドから自由に脱出できるため、セーブをいつでも行うことが可能。内容はSFC版を基本とする。なお、カッコ内はステージの大まかな地形を指す。※のステージはSFC版の場合、ステージの地形にかかわらず共通したBGMとなる。

### ワールド1「オランガタンガ湖」
湖の周囲にステージが配されている。比較的冷涼で、奥には雪山もそびえている。小屋のコース、コングファミリーの住居、クマの友達の住居など、建造物も多い。ほら穴に入るのにはステージ3の桟橋をくぐって奥の壁に触れればよい。バーナクルに貝殻をあげるとバナナバードを1羽もらえる。GBA版ではバチュラーに花とチョコレートをあげるともらえる。
1-1「湖のほとり」（波止場）
最初のステージ。基本的なアクションはここで覚えられる。途中でエリーに会える。
1-2「シャッターをかけぬけろ」（小屋）
天井からぶら下がっているレバーでシャッターを開けながら進む。
1-3「ながれにさからえ」（波止場）
水が常に右から左へと流れている。後半にあるボーナスバレルへ向かうにはディンキーの水きりジャンプが必要になるが、実はディクシーでも向かうことができる。エンガードの変身が本作で初登場する。
1-4「スリップ スリップ」（雪山）
名前の通り地面が滑る雪山のステージ。滑りやすい地面の攻略の基礎を覚えられる。
1-5「こわがりエリー」（小屋）
真っ暗な小屋の中をエリーに変身して進む。所々にいるスニークがスポットライトの下にいる時に目が合うと、スニークから逃げ出すように後ずさりする。
1-ボス「きょだいタル ボス ベルチャ」（小屋）

### ワールド2「クレムウッドのもり」
鬱蒼とした森を抜けて行く。「リバーサイドレース」でブラッシュの記録を破った後ブラッシュに会いに行くとカウンターを叩いた振動で倒木が流れほら穴への道が出来る。GBA版では「ジャンピング スパイダー」と「タルのシールド」の位置が入れ替わっている。
2-1（GBA版 2-4）「タルのシールド」（木）
初のロープアクションがメインのステージ。ミンキーが多く住み着いており、タルのシールドで飛び道具を弾きながら進む。
2-2「リバーサイドレース」（川辺※）
タイムアタックの要素があるステージ。地上では後ろからハチの群れが追ってくる。自ら更新したコースレコードはデータ内にセーブされる。GBA版では川辺のBGMがそのまま使われている。
2-3「スクイール ホイール」（小屋）
シャッターで道が塞がれているが、レバーなどは無く、代わりにステージ内にいる全てのスニークを倒して車輪の動きを止めると、シャッターが開いて先に進める。また、このステージではパリーが初登場する。
2-4（GBA版 2-1）「ジャンピング スパイダー」（木）
主にニッドを使って木を登っていく。軌道上にたくさんのバズが邪魔をする。途中でスコークスに変身できる。
2-5「おりこうエリー」（川辺）
コースの大部分をエリーに変身して進む。タルを浮かべて足場を作り、ニブラが住む川を渡ってゆく。このステージのコインにTNTバレルをぶつけると地面に埋まった青バルーンが出現する。
2-ボス「きょうふのどくグモ ボス アーリック」（木）

### ワールド3「コットントップのいりえ」
巨大な滝と湖を中心とする。サンゴ礁があることから、外海と繋がっているらしい。左にある滝の右側の壁に触れるとほら穴が現れる。ワールド3・4は攻略順を問わないが、ワールド5に行くためには両方のクリアが必要。
3-1「バッザーの湖」（海）
本作では初の、ほぼ全域が水中になっているステージ。バッザーの巣が大量にあり、エンガードに変身できる。なお、海ステージは地上が存在しないため、ゴールフラッグや「コイン（敵キャラクター）」は、ゴール付近に用意された別マップ（洞窟）に設置されており、GBA版ではBGMも洞窟のものに変わる。
3-2「タルでたきのぼり」（滝）
ステージ名の通り、ブースターバレルで滝を登る。パリーが登場し、コングたちではなくパリーを邪魔する配置で敵が配備されている場所もある。
3-3「クラスプ ロープ」（波止場）
地上の大半を占めるロープではクラスプが、水中ではニブラが待ち伏せをしている。
3-4「たきのぼり ふたたび」（滝）
トラッカーバレルが登場し、これを使用して滝を登る。このステージで変身できるエリーは滝から水を吸い上げることが可能。
3-5「はらペコ ニブラ」（海）
最初からニブラが付きまとう水中ステージ。このステージではニブラの性質が異なっている（後述）。
3-ボス「げきりゅうのまもの ボス スクワーター」（滝）

### ワールド4「メカノス工場のしま」
クレミス島の中央に浮かぶ小さな島。公害を防ぐために工場はここに集約されているが、それでも付近の環境に影響が出ている。ほら穴はクレーンで持ち上がっているが入るにはボウリングの玉が必要。
4-1「ファイヤーボール カービン」（工場）
いたるところでカービンが飛んでおり攻撃を仕掛けてくるほか、高温に溶けた鉄が溜まっている溶鉱炉がある。最初のボーナスステージではスクイッターに変身する。
4-2「ダクト コースター」（ダクト※）
強制的にそりに乗せられ、ダクト内を走らされるコースターステージ。ゴール前のタル大砲に入らないとミスになる。
4-3「ハラハラのこぎり」（木）
下からゆっくりとノコギリが迫ってくる強制スクロールで木を登っていくステージ。
4-4「タルタルパニック」（工場）
バズーカが多く、発射されるタルの種類を操作して危険を減らすことができる。途中でスクイッターに変身できる。
4-5「ふわふわダクト」（ダクト）
特殊なガスが充満するダクトを進んでいく。重力が弱いため、操作感覚が通常のステージと大きく異なり、ジャンプ力は上がるが動きは非常に遅くなる。後半はコークスに変身して進むことになるほか、スコークスで挑むボーナスステージがある。
4-ボス「メカノスのきょうい ボス カオス」（工場）

### ワールド5「ゆきやまK3」
標高が高く、深く雪が積もっている。山小屋があるが、住人はほとんどいないようである。山小屋の奥にほら穴がある。なお、GBA版ではターボスキーを入手した時点で「パシフィカのたきつぼ」、「カミソリけいこく」とここを含め自由に選択しプレイ可能となっている。
5-1「クレバスをのぼれ」（崖）
崖に張られたロープを使って登るが、ニブラ同様コングを追いかけてくる多数のクラスプが待ち構える。
5-2「とまらない とめられない」（雪山※）
強制的にそりに乗せられる。山小屋が多数存在し、障害物になっているが、手前を通れる場所と通れない（激突してミスになる）場所に分かれており、見分けが難しい。
5-3「ながれゆくタル」（滝）
滝の上から流されてくる無数のタルを足場にして滝を登る。ステージ後半でパリーに出会える。
5-4「ねらわれたスクイッター」（工場）
スクイッターに変身して進む。常に謎の照準に狙われ、一定時間ごとに照準が停止してファイアーボールが飛んでくるが、このファイアーボールで敵を倒すこともでき、一部のボーナスステージはプレイヤーが照準とファイアーボールを使う仕掛けになっている（ボーナスコインもファイアーボールで撃ち抜くと入手できる）。
5-5「レンギンのにわ」（雪山）
ステージの至る所でレンギンが滑っている。GBA版ではレンギンの当たり判定が厳しくなった（後述）。
5-ボス「K3のかいじん ボス ブリーク」（雪山、特殊ステージ）
背景は雪山だが、対決方法が通常と異なる（前述）。

### ワールド6「カミソリけいこく」
その名のように剃刀の切り立ったように広く、深い谷間が舞台。地形が悪いため、ステージの難易度も高い。ほら穴に入るにはビヨーンにスパナを渡して上のリフトを動かす必要がある。
6-1「とつげきコークス」（洞窟）
バズやコプターだらけの洞窟をコークスに変身して進んでいく。
6-2「ファイヤーロープ パニック」（崖）
下に火がついたロープをたよりに、大量のバズやコプターだらけの崖を登る強制スクロールステージ。
6-3「暗やみ すい中めいろ」（海）
エンガードに変身して、真っ暗な水域をグレーミンブリームの光を頼りに進む。光が消えるとほとんど周りが見えなくなる。
6-4「ともだちがいっぱい」（洞窟）
スコークス、エンガード、エリー、スクイッターを乗り継いで進む。唯一エンガードに乗れるステージ。
6-5「ロープで大さわぎ」（崖）
バズを避けながらロープを渡る。パリーを仲間にして禁止サインまで持っていくと、ボーナスバレルが出現する。敵が緑バズ、赤バズ、コインの3種類しか出現しない。
6-ボス「湖のばんにん ボス バーボス」（海）
SFC版でのワールド6のボスステージ。
6-ボス「みずべのかいぶつ クロクタプス」（川辺）
GBA版でのワールド6のボスステージ。

### ワールド7「カオスのかくれが」
クレミス島の最深部にある空間。いつしかクルールが住み着き、不気味な城を建てた。「ゆきやまK3」と「カミソリけいこく」（GBA版ではそれらに加えて「パシフィカのたきつぼ」も）をクリアすると行けるようになる。バッフルがほら穴（地下水路）の入り口の開け方を知っている。
7-1「コンベア ロープ」（ジャングル）
一定方向に動くロープを使って谷を渡る。6-5の「ロープで大さわぎ」同様に多数のバズが邪魔をする。
7-2「おばけタルのどうくつ」（洞窟）
特殊なタル大砲であるおばけタルが多数登場。途中でスクイッターに会える。
7-3「カミナリに気をつけろ」（川辺）
コースの地形は単調だが、一定時間ごとに雷が落ちてくる（後述）。
7-4「コインドーザーのもり」（ジャングル）
ほとんどの足場にコインドーザーがいる。時には彼らを足場にしなければ先へ進めない。
7-5「さかさまパイプライン」（ダクト）
水が満たされたダクトを泳いでいくが、この水に入っていると十字キーの左右の操作が逆になる。途中でエンガードに変身できる。
7-ボス「ふくしゅうのマシン ボス カオス」（ラボ）
ボスステージ。カオスを倒した直後、真のボスであるバロンクルールとの連戦が待ち受ける。

### ワールド8「クレマトアとう」（ロストワールド）
「コンパス岩」と呼ばれる4つの岩の周囲を回ると出現（この情報はゲーム終盤ブルンダーから聞ける）。前作とは違い、意図的に隠された小島である。中央に大きな湖があり、その周囲を一周するようにステージが設けられている。先のステージに進むにはブーマーにボーナスコインを渡し、道を塞いでいる岩を破壊してもらわなければならない。ボスステージに行くには、ステージクリア後に出てくる歯車を爆弾小屋にある機械に5個はめて動かす必要がある。ボスステージが出現すると、物語の都合上、各ステージが全て炎上したような風景に変わる（ステージの構造に変化はない）。SFC版とGBA版でデザインが異なるが、火山のような外見という点は共通している。スワンキーのテント（スワンキーのダッシュ）はない。また、ワールド7以前と違い、1つのステージにボーナスステージが2つ存在するとは限らない。
8-1「ぼうそうエリー」（ジャングル※）
エリーに変身した直後、大量のスニークを見て暴走し、高速で走り出して止まらなくなるため、しばらくの間ジャンプ以外制御不能になる。唯一、コンティニューバレルが存在しないステージ。エリー以外にも、スクイッター、スコークス、パリーに会える。ボーナスステージは3つで、うち1つは6-5同様にパリーと出会い、アニマル禁止サインまで連れていく必要がある。
8-2「タル100れんぱつ」（崖）
バズーカが真上に撃ち出す鋼鉄製タンクを利用して崖を登る。進路を塞ぐ赤いバズは、随所にあるSバレルを使い、TNTバレルに切り替えて倒す。一部のロープには5-1同様コングに迫ってくるクラスプが待ち構える。ボーナスステージは2つ。
8-3「さいきょうのふたご」（洞窟）
カフ&クラウトが大量に出現する洞窟。スクイッターに変身すると倒せるが、後半からはスクイッターで操作できないため、上手によけながら進むしかない。ボーナスステージは3つ。
8-4「スイーピーのもり」（木）
スイーピーが飛び回る森の木を登っていく。前半はスコークスに変身してスイーピーを避けたり倒したりしながら進み、後半はコングたちでスイーピーを時に足場にしながら同様に進む。ゴールフラッグを除けば6-2「ファイヤーロープ パニック」以来縦ロープが復活となる。ボーナスステージは3つ。
8-5「ポンコツロケットでゴー」（崖）
ステージのほとんどをロケットに乗って進む。前半は下降しながらバズの群れの中を進み、後半はゴールまで高速で一気に飛び上がる。なお、SFC版のみ、ロケットの操作は左右のコマンドが逆になる。このステージに挑むにはボーナスコインをフルコンプリートしなければならないため、唯一ボーナスステージが存在しない。そのため、コース名の末尾にボーナスステージ全制覇の証拠である「!」マークが最初からつけられている。燃料がなくなったり、地面に強い衝撃を受けたり（GBA版では敵と接触）するとミスになる。
8-ボス「いかりのかがくしゃ ボス バロンクルール」（潜水艦）
ワールド7（GBA版ではワールド8）で戦ったバロンクルールが再登場する。なお、カオスは登場しない。

### ワールド9「パシフィカのたきつぼ」
GBA版にのみ登場。大半が水中ステージとなる。「ワールド9」とあるが、実際にはターボスキー入手時点で行くことが可能なので位置的には「ワールド5〜7」に当たる。ボスステージの上の壁にほら穴がある。
9-1「よごれた はいすいこう」（ダクト）
前半は水中、後半は陸上を進む。途中水位が下がるところがある。エンガードに出会える。
9-2「あらしのまえ」（波止場）
GB版の「フォード ノックス」に近い構造で、背景に立ち込める暗雲はステージ5の伏線となっている。ここでもエンガードに出会える。
9-3「すいちゅうたんけん」（木）
ステージの大半が水に浸かっている。リラーチやバッザーが動き回り、わずかに残る陸上部分にはミンキーやバズがいる。木のステージで水中なのはここだけなので、専用の背景が使用されている。
9-4「タルたいほうのがけ」（崖）
タル大砲で崖を登る。前作『スーパードンキーコング2』の「とげとげ タルめいろ」のような、タル大砲を乗り継ぐステージ。
9-5「サンゴのもり」（海）
荒れた海の中を進むため、無数の水流が待ち受ける。1-3にある水流とは異なり、場所によって流れが様々で、中には逆らえないほどの強い流れもある。唯一、金色のリラーチが登場する。
9-6「ダクト サーフィン」（ダクト）
前半はそりで、後半は徒歩で進む。名前通り、波のような地形が多い。
9-ボス「みずうみのばんにん バーボス」（海）
SFC版におけるステージ6「カミソリ渓谷」のボスが置き換えられた。

## 登場キャラクター
作中の声は全て開発スタッフのケヴィン・ベイリスが担当。
※☆印はGB版には登場しない。

### 使用可能キャラクター
ディクシーコング
今作の主人公。攻撃力が低いため、踏み付けでディンキーでは倒せてもディクシーでは倒せない相手がいる（ただしボスに対しては、ディクシーとディンキーで倒すのに必要な攻撃回数が変わったりはしない）が、ポニーテールスピンなどの身軽さを活かしたアクションを得意とし、素早い移動には長ける。また、ポニーテールスピンでゆっくり降下することも可能。タルなどを持った際は頭上に掲げるため、離れたところに投擲しやすく上にいる敵などにも当てられる。一方で、投げる時は若干の隙が生じるのに加え、やや放物線状に飛んで行く。操作せず放置しておくと風船ガムを膨らませる。前作同様、敵に負けたりチームアップで投げ付けられたりすると両手で両目を覆いメソメソ泣く姿を見せる。
チームアップ時にディクシーを投げた場合の挙動は、前作と同じ。上に投げて着地させれば、ディクシーの着地点に投げたディンキーも自動的に移動するため、ジャンプでは届かない場所にもたどり着ける。前方に投げれば敵を攻撃できるが、命中せず地形にたたきつけた場合はその場で動けなくなる。
ディンキーコング
今作で初登場。赤ちゃんだが、力はドンキー並。ファンキーの親戚にあたる。ローリングアタックで水に飛び込んでタイミングよく水面でジャンプすることにより水上を跳ねて移動できる「水切りジャンプ」をはじめ、パワフルなアクションを得意とし、ディクシーでは倒せない敵が倒せる反面、機敏性には欠ける。タルなどを持った際は身体の前で抱えるため、当たり判定はほぼ手前になる。素早く直線的に投げるため目の前の標的に当てやすいが、離れたところに投げるにはジャンプしてから投げるなど、工夫が必要になる。動かさずに放っておくと自分の着ている服で遊び始める。本作ではまだまだ赤ちゃんで喋れないため、敵にやられるとダダをこねて辺りに響き渡る大泣きわめき声を出す。ダメージを受けた時の声は、前作のディディーと同じである。
チームアップ時にディンキーを投げた場合の挙動は、本作独自のものである。上に投げるとすぐに地面へ落下し、そこにひび割れがあると床を割って穴を空けたり、地面に埋まったアイテムを掘り出せる。前方に投げた場合は敵を攻撃できるほか、命中せず地形にたたきつけた場合でもしばらくは転がる（停止するまでは勢いで攻撃できる）。この時、壁に向かって投げると跳ね返り、反動で転がってきた所に乗ることで、玉乗りの要領で移動も可能。

### 味方

#### コングファミリー
ファンキーコング☆
今作では水上のものを中心に色々な乗り物を貸してくれる。リメイク版ではボートを使ったミニゲームに挑戦できる。コングファミリーで唯一、1か所にしか存在しない。
リンクリーコング
今作では洞穴でエアロビクスやテレビゲームをしている（BGMやセリフは『スーパーマリオ64』に関するものである）。セーブを担当しており、前作と違って無料で行える。眠っているときもあるが、セーブ自体は行える。
さらに、見つけたバナナバードを預かってくれる。
ただし、この作品を最後に亡くなった設定となり、以降の作品では幽霊として登場し、コングたちにアドバイスをくれる。
スワンキーコング☆
今作では下半身だけタルに入ってゲームのMCをしている。対戦相手のクランキーに勝つと沢山のアイテムがもらえる。前作と同じ姿でミニゲームを用意している。指定数以上の星を集めるとご褒美がもらえる。
クランキーコング☆
今作ではスワンキーのテントでゲームの対戦相手をしている。かなり負けず嫌いで、負けると大人気無く難癖をつける。道場のトレーニングを手伝ってくれるコングを探している。
ディディーコング☆
今作ではドンキーとクレミス島に行った直後行方不明になるが実はクレムリン軍団にさらわれていた。
ドンキーコング☆
今作ではディディーと一緒にクレムリン軍団にさらわれた。彼らを見つけるとエンディングになる。

#### アニマルフレンド
本作でのアニマルフレンドは6種類。
エンガード
今作では変身の方が多い。Aボタンでスーパーダッシュができる。
スコークス
動きは『2』と同様。
コークス☆
今作ではスコークス同様飛行可能になった。前作同様卵は吐けないが、代わりに足でタルを掴めるようになった。そのためコングたちを掴むことはできないので、変身のみの登場。
前作同様、エンディングに登場しない。
スクイッター
前作と基本的に同様だが、敵を踏めるようになった（説明書には敵を踏めないと記載されている）。前作にいたクロバーと違い、特徴の似たノッカは倒せない（蜘蛛の巣でも気絶させるのみ）。また、前作とは異なり、蜘蛛の巣（攻撃・足場とも）は地形を貫通できなくなっている。
以下は新登場のキャラクター。
エリー
ゾウ。水を吸ってとばしたり、タルを吸い寄せたりできる。スニークが苦手で、見た途端に後退する。明るい場所では踏んでもミスになる（暗闇の中なら踏める）。
水に入ると浮く（溺れることはない）。水鉄砲のストックは一度に7発までであり（画面左下にメーターで表示される）、水辺や滝に近づいて吸い上げたり水に飛び込むことで補給できる。ステージによっては水鉄砲が使えない場合もある。
パリー☆
小鳥。乗ったり変身するタイプではなく、常にコングたちの頭上一定高度をキープしながら、高い所のアイテムを取ってくれる。しかし、ブーティーバード以外の敵に触れると逃げ、一度逃げると戻ってこない。アニマル禁止サインまで誘導すると、ボーナスバレルや高級アイテムに変身することが多い。

#### クマの友達☆
クレミス島に住むクマの仲間たち。彼らの家ではカウンター越しに話す。"Bear"にちなみ、名前が全員必ずBから始まる。( ) 内は居場所。
バザー（ワールドマップ上）
雑貨店のオーナー。ベアーコインで物（貝殻、鏡、チョコレート（リメイク版のみ））や情報（城にいる者、ほら穴）が買える。
セリフからは『ゼルダの伝説』のリンクが訪れた形跡をうかがわせる。
終盤にブーマーがここで扇風機を買うが、値段に対してクレームをつけられている。そのほか、ヒントに関しても、ものによってはお代だけいただいて何も教えてくれないことがあるなど、かなりがめつい。
バーナクル（オランガタンガ湖→パシフィカの滝壺）
元ダイバーだが、現在は貝殻コレクションをしており、博物館を作ろうと考えている。特に綺麗な貝殻が好きで、貝殻を渡すと飼っているバナナバードをくれる。
ブラッシュ（クレムウッドの森）
リバーサイドレースのチャンピオン。それが何よりの自慢だが、記録を破られると物凄く悔しがって完全に怒り、マップを揺らすほどの勢いでカウンターを叩き（SFC版のみだが、GBA版では叩かなくなっている）、木の橋を作ってくれる。その後は彼の家を訪問すると「今すぐに出て行け〜!!」と言われ、即座に追い出される。
SFC版では小屋に住んでおり、電光掲示板を設置してリバーサイドレースの記録を表示している。
ブルンダー（ワールドマップ上）
関西弁でしゃべり、島の情報は良く知っているが、終盤にならない限り曖昧なヒントしか教えてくれない。しゃべりすぎると胸の蝶ネクタイが回転する。展開によっては、プレイヤーの視点を意識した「攻略本」などの単語が出てくることもある。
ブルー（コットントップの入り江）
内気でナイーブな性格。体毛もブルー。
カレンダーに赤丸が書かれているのは、彼の誕生日だからである。
力がないらしく、ブリザードから誕生日プレゼントとしてもらったボウリングの球を持てないという理由でコングにくれる。
BGMもテンポが遅いが、特定のイベントでテンポが凄まじく速く変化してからは、ほかのクマと同様のBGMになる。
リメイク時では既に誕生日パーティーの準備が整っており、多額の借金を抱えていることも明らかに。
バズーカ将軍（メカノス工場の島）
元軍人で、「ビックベシー」という大砲と共に引退している。弾を持っていないが、弾かそれに近いものを持ってくれば大砲を撃ってくれる。昔、クレミアン戦争に参加していて、大砲とともに英雄だったようである。
ベラミー（ワールドマップ上）
クマたちの中では紅一点。植物学者。メカノス工場による環境汚染に悩んでいる。バンズカス草という花を追い求めている（壁にその花の絵が掛かっている）。なおバンズカス草は、ある程度ストーリーが進むと、近くで入手できる。
また、バナナバードについて調べており、自分が手に入れたバナナバードに「ゴルダスフラッタース」という名前を付けた。バンズカス草をバナナバードと交換してくれる。
ブリザード（雪山K3）
登山家。体毛は白。雪山「K3」の登頂を目指して山小屋で準備中。
ブルーとは友達で、彼の誕生会に行けないことを残念に思っている。彼に渡すプレゼントをコングに託す。
ベニー&ビヨーン（カミソリ渓谷）
カミソリ渓谷でリフトを動かしている。弟のベニーが下のリフト、兄のビヨーンが上のリフトにいる。ビヨーンのリフトは壊れており、バーターからスパナを預かって持ってこなければならない。ビヨーンは誠実な相手には優しいが、もしも不誠実に接するとリフトをただで貸してくれなくなる。
バッフル（カオスの隠れ家）
暗号解読のプロフェッショナル。ハワイアン風の服を着ている。鏡を渡すと暗号が解け、地下水路への入り方がわかる。
暗号の解読に成功してから会いに行くと、さかさまに話すようになる（話す内容は「ほかにやることがないのか」など、悪口が多い）。
バーター（ワールドマップ上）
おしゃれ好きな紳士。自宅の修理および片付けを行っているが、言葉巧みにベアーコインを騙し取ろうとも考えている腹黒い性格でもある。
汚れた顔を見るため鏡を欲しがっている。ビヨーンからスパナを借りていた。
先にバーターに鏡を貸した場合、鏡を返してもらった後に彼の家に行くと、ずぶ濡れになった彼の姿が見られる（彼曰く、湖に落ちたとのこと）。
ブーマー（クレマトア島）
何でも壊すのが生きがいという物騒な性格のため、島の奥地に閉じ込められている。
ベアーコインに興味はなく、金色に輝くボーナスコインだけを求めている。
ボーナスコインを渡すと爆弾で岩を壊してくれる。
前作のクラッバに相当するポジションとも言える。

#### バナナバード☆
皮を半分剥いたバナナの姿をした鳥。バロンクルールの陰謀で島の各地に閉じ込められている。
バナナバード
学名を「ゴルダス・フラッタース」という、バナナをモチーフにした小鳥。全部で15羽おり、クマに飼われている者もいるが、多くはほら穴に閉じ込められており、救出するとリンクリーの洞窟に移り住むが、全て助け出すとバナナクイーンの所へ連れていってくれる。
なお、バナナバードをすべて救出してリンクリーのもとに行くと自動的に真のエンディングが始まってしまうため二度とセーブ機能が使えなくなるが、最後のバナナバード救出時点で記録されるものはすべて回収済みか使用しきっているので特に実害はない。
バナナクイーン
バナナバードの女王で他の個体より圧倒的に大きい。雲の上に閉じ込められており、全てのバナナバードを助けて連れて行くと助けることができ、逃亡していたバロンクルールを懲らしめて真のエンディングとなる。

### クレムリン軍団
コブル
二足歩行の緑色の格下ワニ。設定上は島でよく見かけるとのことだが、登場ステージは少ない。
前作のクロンプおよび前々作のクリッターに相当する。
スキッダ
二足歩行の紫色の格下ワニ。雪山に配属され、滑りながら移動する。
前作のクロンプおよび前々作のクリッターに相当する。
クランプル
二足歩行で体を非常に鍛えたワニ。飛び道具はひと通り有効だが、直接攻撃で倒すにはチームアップ（ディンキーを投げる）か、ディンキーやエリーで踏みつけるしかない（ディクシーの攻撃は全て無効化する）。
前作のクランチャおよび前々作のクラッシャに相当する。
リコイル
尻尾をバネのようにして弾んでいるワニ。左右に移動しているものとその場で跳ねているだけのもの、弾むだけで跳ねないものがいる。
前作のカボイングおよび前々作のクリッターに相当する。
ノッカ
顔が描かれた緑色のタルの中に入っており、近づくと体当たりをしてくる。体当たりでダメージは受けないが、跳ね飛ばされる（チームアップで投げ付けられ放置されたコングはダメージを受ける）。踏むと普通のタルとして使える（水に投げると沈む）。
前作のクロバーに相当する。
クラスプ
顔が描かれた赤色のTNTバレルに入っている。ロープにぶら下がっており、同じ場所を往復するものと、コングを追いかけてくるものがいる。触れると自爆してダメージを与えてくる。
クチャカ
顔が描かれた紫色のタルに入っている。移動せず、爆弾を次々と投げてくる。
ノッカやクラスプと似た外見だが、背景のような扱いで一切手出しができず、直接触れてもダメージは受けないが、倒せない。
クリンプ
通常のワニのように四足歩行。正面からの直接攻撃は大きな口で返り討ちにされるが、踏みつけや背後からのローリングアタックで倒すことは可能。ステージによって移動速度や倒したときの声が異なる。
前作のクランポンおよび前々作のクラップトラップに相当する。
バズーカ
小柄な体格で大きなバズーカ砲を持ち、タルを撃ってくる。Sバレルがある場合は絵柄と同じタルを撃つ。
前作のキャノンに相当するが、TNTバレル以外では倒せないようになっている。その代わり、直接触れてもダメージを受けず、バズーカ砲が水平なら足場にすることもできる。
コプター
両手に持ったプロペラ状の板で竹とんぼのように飛ぶ。硬いヘルメットをかぶっているため倒せないが、踏みつけないと行けない場所が存在する。
なお、内部データには立ちモーションと死亡グラフィックがあるが、どちらも実際には使われていない未使用データが存在している。
カフ&クラウト☆
非常に頑丈な二足歩行の双子。「クレマトアとう」でのみ登場する。
常に2匹で行動し、交互にジャンプしたり一緒に体当りをする。スクイッターのクモの巣攻撃とタル以外での直接攻撃を全て返り討ちにするうえ、特にSFC版では一方が倒されるともう一方が（ジャンプできない範囲で）どこまでも追ってくる。
コイン
バケツ型のヘルメットと盾を着用した二足歩行の緑のワニ。
その場を動かず、ぶつかってもダメージは受けないが、コング側に盾を向けて攻撃を弾く。盾を真上にかざしている時は足場にできる。
盾にDKコインがはまっており、倒すと奪うことができるが、上述の通り正面から倒すことはできず頭上の防御も固いため、鋼鉄製タンクで背後を狙って攻撃するしかない（タルやTNTバレルでは倒せない。これはバズーカの攻撃を利用するなど特殊な倒し方がある一部のコインにて確認できる）。
全ての通常ステージに必ず1体登場する。
コインドーザー☆
コインの色違いで、色は赤。
特徴は同じだが、DKコインは持っておらず、ほとんどの者は移動が可能。そのため、体当たりで跳ね飛ばして崖下に突き落とそうとしてくる。
場所の都合上倒せない。

### 通常の敵

#### 地上
スニーク
ネズミ。基本的な動きは地面を歩くのみで、前々作のノーティと同じく車輪を回しているものもいる。弱いが、象のエリーにとっては天敵。
前作のニークおよび前々作のノーティに相当。
ブリッスルズ
ハリネズミ。顔と腹部以外は針で覆われており、直接攻撃は正面からのローリングアタック以外返り討ちにされる。しかし、弱点の顔を守るために丸まって転がるものもおり、これはローリングアタックでも倒せない。
前作のスパイニーに相当。
レンギン
ペンギン。雪山の穴から次々と出てきて地面を滑っていく。
ニックナック
赤い甲虫。ほとんどは最初から飛んでいるが、地上を歩いてから飛ぶものもいる。
飛行中はどんな攻撃でも倒せるが、地上にいるときは踏みつけるとひっくり返るだけで倒せず、もう1回攻撃する必要がある。またひっくり返っている間はタルと同じ要領で飛び道具として使えるが、しばらくすると起き上がる。
原則的に、前作のフリッターに相当。
クリッククラック☆
ニックナックの黄色い色違い。空を飛ばないこと以外はニックナックと同じ。
前作のビートルに相当する。
ミンキー
小型の猿。縄張りを守るため木の壁に張り付いてドングリを投げてくる。
倒せないが、直接触れてもダメージは受けない。
ニッド
背中に板を乗せたクモ。黄色は常にジャンプしており、赤色は板に乗るとジャンプする。
触れてもダメージは受けないが倒すことはできず、タルを持ったまま足場以外に触れると、タルが破壊される。

#### 空中
バズ
背中に回転ノコギリを装着した緑色の蜂。コングたちの直接攻撃やエリーの踏みつけ攻撃を返り討ちにするため、基本的にタルなどの飛び道具、もしくはエリーの踏みつけを除くアニマルフレンドの攻撃が有効。赤色の物もいるが、こちらはTNTバレル・無敵バレル・ファイヤーボール・ポンコツロケットによるブースター噴射（SFC版）以外受け付けない。
前作・前々作のジンガーに相当する。
ブーティーバード
アイテムを飲み込んでいる鳥。多くはその場を動かないか、もしくはゆっくりと左右に飛行するのみで、攻撃的ではない。
倒すとアイテムを吐き出して逃げていく。小鳥のパリーが体当たりすると、倒した上に吐き出したアイテムも同時に手に入る。
スイーピー☆
キツツキ（キリハシ）。集団で移動するものと単独で空中にいるものがいる。
集団のものは、穴から穴へと高速で移動する。このタイプは触れるとダメージを受けるが、踏みつけやスコークスのタマゴで倒せる。
単独のものはコングが下でジャンプすると木に突き刺さって動けなくなる。このタイプは触れてもダメージにならず、刺さった後は足場になるが倒せない。
カービン
フクロウ型のメカ。
画面の奥を飛んでおり、足に持っている砲台からファイヤーボールを飛ばしてくる。コングの位置に合わせて上下に移動するので注意が必要。倒すことはできない。

#### 水中
ココ
魚。ピエロのような頭をしている。
停止しているタイプを除き、赤色は決まった場所を往復しており、緑色は止まっているもしくは一直線に進む。
前作のフロートサム、および前々作のバイトサイズに相当する。
バッザー
下顎が発達している緑色の魚。常にフジツボのような巣穴から巣穴へと泳いでいる。倒しても際限なく出現する。
リラーチ
棘の生えた殻を持つ二枚貝。あまり距離を移動することはないが、棘のついた殻はエンガードの攻撃をも返り討ちにする。殻が一定周期で開閉しており、殻が開けばエンガードで倒せる。
ボス戦では紫色のものが登場するが、こちらは殻を開かないのでボスの攻撃を利用しないと倒せない。
「はらぺこ ニブラ」では、ニブラに食べさせると機嫌が悪くなる。
巻貝ミサイル☆
バーボスの攻撃用キャラクター。エンガードを追ってきた後、一定時間すると黄色に体色が変わり、狙いを付けて一直線に突っ込んでくる。
バウンティバス
顔が膨らんでいる赤い魚。性質はブーティーバードと同じで、積極的には動かない。エンガードで倒すとブーティーバード同様アイテムを出す。
公式サイトの記述では、何でも食べる凶暴な性格という設定になっているが、コングたちを襲うことはない。
グレーミンブリーム☆
バウンティバスの黄色い色違い。
倒せないが、エンガードで攻撃すると一定時間ステージを明るくする。ただし、攻撃アクションを行なわないと、正面側からでもダメージを受ける。
ニブラ☆
赤い魚。常に空腹で食べる物を探している。通常の個体はコングたちを執拗に狙っており、水中に落ちると素早く襲ってくる。倒せない。
前作のスナップジョーに相当する。
「はらペコニブラ」では体色が青になっており、常に後ろ側から少し離れてついて来るが、空腹になるに連れ青→紫→橙→赤になっていき、他のステージと同じ赤色になると通常通り襲ってくる。ココを食べさせると青に近づくが、時間経過やリラーチを食べさせると赤に近づく。
名前は英語で「かじる」を意味する「nibbler」から。

### ボス
ベルチャ☆
「オランガタンガ湖｣のボス。巨大なタルの怪物。直接触れてもダメージは無いが、ステージの床から天井までの高さがあり、クリッククラックの入ったタルを吐きながら、コングたちを左端の穴に突き落とそうと少しずつ迫ってくる。クリッククラックを食べさせると苦しみながら後退し、右端の穴に落とすことで倒せる。
アーリック
「クレムウッドのもり」のボス。毒蜘蛛だが顔は人間に近い。画面の中を飛び回り毒の弾を吐き出す。背中に乗ることができる。タルを顎にぶつけるとダメージを与えられる。倒した後、傷だらけの彼の絆創膏を入手する。
スクワーター☆
「コットントップのいりえ｣のボス。滝の中に住んでいる目が突き出た魔物。コングたちはエリーに変身して戦い、スクワーターは水鉄砲で攻撃してくる。水鉄砲はダメージこそないが、ステージ外に突き落とされる。水鉄砲攻撃の後に出す目にエリーの水鉄砲をぶつけることでダメージを与えられる。倒したら気絶するようなこともなくボーナスコインを吐き出す。
カオス
「メカノス工場のしま」のボス。表向きはクレムリン軍団の新たなボスとされていたが、実体はバロンクルールが作り出した攻撃用ロボットで、材料が身近な物（バロンクルール曰く「カミさんの家財道具」）で作られている。言語機能も搭載しており、一人称は「カオス」。
巨体を活かし、パンチグローブやジェット噴射などでコングを追い詰めながら攻撃するほか、頭部が分離してレーザーを発射する機能も備えており（内部には2個目の頭が存在する）、ダメージを与えるには回転する刃を足場にして頭を踏みつける必要がある。倒すと飛んでいる1個目の頭を放棄し、逃走する。
「カオスのかくれが」のボス戦で再登場。ここでは頭にタルをぶつけてダメージを与えることになる。また一度タルをぶつけると2個目の頭部が射出されて3個目の頭部を出し、爆弾を射出して攻撃してくる。3個目の頭部にタルをぶつけることで機能を停止し、クレーンで吊られて退場する。
SFC版ではやられたりボスステージを抜けたりした場合の再戦ではプレイできないが、リセットした場合などは前座戦から始まる。
ブリーク
「ゆきやまK3」のボス。雪だるま。直接戦わず、雪合戦で攻撃し合う。マフラーの点滅している的に玉を当てなければならない。ダメージを与えていくと戦法を変えていく。手投げで雪球を投げるほか、帽子が大砲になっており巨大な雪球を発射する。
バーボス
「カミソリけいこく（SFC）」のボス。巨大なリラーチ。コングたちはエンガードに変身して戦う。通常のリラーチ同様、殻が開いたところで顔をつついてダメージを与える。左右を紫色のリラーチでガードしており、頭部から通常のリラーチや巻貝ミサイルを出すほか、下部からはトゲを発射する。倒したら気絶するようなこともなくボーナスコインを吐き出す。
バロンクルール
「カオスのかくれが」「クレマトアとう」のボスで、本作の最終ボス。前々作『1』最終ボスのキングクルールと前作『2』最終ボスのキャプテンクルールと同一のワニで、本作では「バロンクルール」と名乗る。クレムリン軍団の親玉でカオスの製作者。本作では直接攻撃よりステージの仕掛けを活用した攻撃（レーザー光線・火の玉・動く床など）を得意とする。背中の機械が弱点で、そこにタルと鋼鉄タンクをぶつけてダメージを与える。誘拐したドンキーとディディーをカオスの機内に閉じ込めていた。

### その他☆
ハチの大群
「リバーサイドレース」にて一定区間追ってくる（水中には入れない）。バズと異なり小さなハチの大群で、無敵状態になっても倒すことはできない。
照準
「ねらわれたスクイッター」に登場。プレイヤーキャラクターを狙って動き、一定時間ごとに停止してその場所にクレムリンがファイアーボールを撃ち込んでくる。GBA版では撃ち込む際に不気味な笑い声を発する。敵にもダメージ判定がある。あるボーナスステージではプレーヤー自身が操作できる。
カミナリ
「カミナリに気をつけろ」に登場。空から落ちてくる。稲妻が見えた所にすぐ落ち、直撃はもちろん水中にいる時に水に落ちても感電する。落ちる場所はコングのいる場所だったり、移動先を狙ったりする。コングだけでなく敵にもダメージ判定がある（赤バズとコインを除く）。ディクシーはタルやクリッククラックを上に抱えている状態であれば、直撃を防ぐことができる。

## アイテム・仕掛け

### コイン
DKコイン
クレムリン軍団の敵「コイン」が盾にはめ込んでおり、倒すと盾から外れて手に入れられる。各ステージに1枚、エリア8のボスステージに1枚ある。SFC版では全部で41枚あり、すべて集めるとファンキーコングがファンキーコプターを貸してくれる。
ボーナスコイン
ブーマーが集めているコイン。金色で「Bonus」の「B」の文字が描かれている。ボーナスステージをクリアした時やボスを倒した時（エリア1、5、6、7、のボス）に手に入る。SFC版では全部で85枚あり、「クレマトア島」で岩を破壊するために必要。前作のクレムコインに相当。
ベアーコイン
クレミス島で一般に流通している銀色のコイン。熊のレリーフが施されている。バザーの雑貨店で買い物したりスワンキーのテントでゲームをするためなどに必要。前作のバナナコインと違って所持数を保存できる。

### タル
投げつけるタイプ
地面に設置されており、持ち上げて投げることで敵を攻撃することができる。水面に浮かせることで足場にもなる。
普通のタル
何の変哲もない普通のタル。投げて攻撃する。地面を転がり、障害物か敵にぶつかると壊れる。本作では敵を貫通せず、1体に当たると壊れる。また、転がらずに壊れるタイプは木箱、敵を貫通するタイプは鋼鉄製タンク（後述）になっている。
敵が使ってきた場合は、踏んで破壊することはできるが、それ以外で激突するとダメージを受ける。ただし転がってくる場合は、踏むことはできる上に、それ以外で触れても貫通してダメージを受けない。
木箱
普通のタルと同じように使えるが転がらず、敵や地形に当てるとその場で壊れる。しかし今作の木箱はタルと違って1箇所のみしか登場しない(SFC版のみ)。
DKバレル
パートナーがいない場合、壊すと中から出て来る。今作では地面に当てても壊れず、普通のタルと同じように転がる。空中に浮かんでいるタイプは、後述の「触れるタイプ」に該当し、パートナーがいる状態だと壊せない。
TNTバレル
普通のタルと同じように使えるが転がらず、敵や地形に当てるとその場で壊れる。壊すと爆風が広がり、周囲の敵を巻き込むことや、壁などの一部の地形を破壊することができる。赤バズやバズーカのような普通のタルが通じない頑丈な敵にも通用する。なお、コングたちが爆風に巻き込まれることはない。
敵が使ってきた場合は、触れるとダメージを受ける。
鋼鉄製タンク
投げると敵を貫通しながら転がる。硬いので壁に当たっても跳ね返る。反射してきたタルに触れてもコングたちが巻き込まれることはない。前々作と異なり、上に乗っても無敵状態にはならない。主にコインを倒すのに活躍する。
敵が使ってきた場合は、踏んで破壊することはできるが、それ以外で激突するとダメージを受ける。ただし下から上に発射されている場合は、踏むことはできる上に、それ以外で激突してもダメージを受けない。
触れるタイプ
主に空中に設置されており、持ったり投げたりはできず、触れるとその場で壊れ、なんらかの効果が出る。
コンティニューバレル
「☆」マークがたくさん描かれている。ミスした場合にその場所からスタートできる。
無敵バレル
「!」マークが描かれている。一定時間の間無敵になる。
Sバレル
「S」の文字が書かれている。触れても壊れず、触れるごとに「バズーカ（敵キャラクター）」が発射するタルの種類を変えられるスイッチ。場合によっては、ボーナスステージへ行く時やコインを倒す時に必要であったり、踏みつけないと行くことができない場合に使われる。
点火バレル
炎のマークが描かれている。ポンコツロケットを降下モードから上昇モードへ切り替える。
燃料タンク
「FUEL」の文字が描かれているドラム缶。ポンコツロケットの燃料を増やすタンク。
仕掛けタイプ
ステージ内の仕掛けとして用意されたもので、ほかの種類のタルより一回り大きい。
タルのシールド
木の中にあるロープに付いているタル型の盾。敵の飛び道具を何度でも弾く。固定されたものと、常に上下に移動しているものがある。
タル大砲
コング自身が中に入って撃ち出される、人間大砲のような仕掛けの一種。詳細は後述。

### タル大砲のバリエーション
手動式
発射は任意で行う。発射方向には白い塗装がされている。回転するタイプもあり、少しずつ止まりながら回転する物と、常時回転する物がある。
自動式
爆発マークが書いてある。入ると、一定の決まった方向に飛ばされる。発射された後も、制御はできない。
矢印バレル
矢印が描かれており、入ると自動的にその方向へ発射される。
トラッカーバレル
「←T→」の文字が描かれている。入ると自動的に上方向へ発射されるが、発射中に左右に移動するとこのタル大砲もそれに合わせて移動する。ただし移動できる範囲には限界がある。
ブースターバレル
下の方が途切れた矢印が描かれており、タルの底から火が出ている。入るとタルが点火して上昇し、一定の高さまで来ると自動的に発射される。
おばけタル
お化けの顔をした白いタル大砲で、現れたり消えたりする。常に向きが一定のタイプと、現れるたびに向きが変わるタイプがあり、入ると即座に大砲が向いている方向に発射される。
ボーナスバレル
「B」の文字が書かれている。入るとボーナスステージ（後述）に行くことができる。
アニマルバレル
入り方は他のタル大砲と同じだが、遠くに発射されたり別マップに飛ばされることはなく、その場でタルに描いてある絵と同じアニマルフレンドに変身できる（アニマルバレル自体は破壊される）。アニマル禁止サインまで到達しないと元に戻れない。
ワープバレル
「W」の文字のマークが描かれている。入るとゴールの近くまでワープできる。普段は視認できず、入ったときに表示される。ワールド1と2のみ存在する。

### その他
バナナ
ステージ内に落ちている。100本集めるたびに残機が1増える。束になっているものは10本セットで、道案内を示す役割も有る。
KONGパネル
1ステージ内で一度に全て集めると残機が1増える。
ライフバルーン
取ると残機数が増える（赤は+1、緑は+2、青は+3）。今作ではディクシーの顔が描かれている。前作・前々作と異なり画面の外に飛んでいくことはない。
アニマルコンテナ
アニマルフレンドが中にいる箱。踏みつけなどで攻撃すると壊すことができ、箱の絵に描いてあったアニマルフレンドに乗ることができる。パリーの場合はコンテナを壊したと同時に独自に動き出す。
アニマル禁止サイン
動物の絵と禁止マークが書かれた立て看板。ここを通過すると、看板の絵と同じアニマルフレンドが消滅し、変身していた場合は解除される（コークスとスコークスは同じ）。代わりに、看板の場所ごとに決められたアイテムが出現するが、タルなどは使用すると復活しない。
ニブラ禁止サイン
「はらペコ ニブラ」に登場。ニブラを足止めする設定。
照準禁止サイン
「ねらわれた スクイッター」のみ登場。ここより先では照準が機能を停止する。
星
ボーナスゲームでのみ登場。規定数取ればクリアとなる。また、ボーナスステージをクリスマス仕様にしておくと、星の代わりに鈴が出てくる。
青バナナ
これもボーナスゲームのみ。星と違い、一定時間で消える。出現場所は決まっている。通常のバナナの本数には加算されない。こちらも同じようにクリスマス仕様にしておくと、黄色いリボンのついた青い包みのプレゼントに変化する。
歯車
クレマトア島のゴールフラッグから出てくる。ブーマーの家にある機械を動かすのに必要。
コンベアロープ
コンベアの回転により、一定の速度で左右どちらかに動いている。1作目に登場したものとは異なり、色分けではなくロープ自体の機構によって移動方向がわかる。
ゴールフラッグ
各ステージの最後に置いてある機械。これにぶら下がり、旗を揚げればクリアとなる。
なお、クリアしていないステージはK（クレムリン）と描かれた黒い旗が立つ。クリアした（フラッグを立てた）のがディクシーならピンク、ディンキーなら水色の旗になる。ボーナスコインを全て入手した状態でクリアすれば旗がはためくようになり、DKコインを入手してクリアすると黄色い三角形の旗が立つ。

## 乗り物
そり
雪の上だけでなく、ダクトの中も走れる。敵も（緑バズも含めて）踏める。しかし、スピードが速いので制御しにくい。壁などに衝突するとミスとなる。また、ダクトの場合は天井のレールに掛って上を走行することが可能。タル大砲に入るまでは降りられない。
ポンコツロケット
ラストステージに登場する、名の通りポンコツなロケット。ステージ前半では燃料を補給しつつ落下しながらバズの群れをかわし、後半では点火バレル（前述）のエネルギーで一気に上昇する。SFC版ではバズに触れてもダメージを受けないがGBA版ではバズに触れるとダメージを受ける。落下中に一定の速度以上、もしくは燃料切れで落下して地面に激突した場合は破壊されてミスになる。操作は十字ボタンの左右と上のみで、左右キーで押した方向のブースターが噴射されて横移動する。そのため、入力したキーと逆方向に移動する構造になっている。上キーは前半の落下時のみに使用可能で、左右両方のブースターが噴射されて落下速度を調整できるが、燃料を多く消費する。

### ファンキーコングのレンタル
マップ画面にある「ファンキーのボート小屋」で借りることができる。乗り物はスピードアップが可能。なお、借りている乗り物を置いたままボート小屋に行くと、ファンキーに「乗り物を置き去りにされては困る」と怒られる。リメイク版のミニゲームでは機関銃や耐久力が設定されることもある。
モーターボート
海の上を移動できる。スピードが遅く、岩や滝などは越えられない。最初から乗ることができる。
ホバークラフト
モーターボートよりスピードが速く、海上にある大きな岩も超えられる。ただし、滝は越えられない。パッチ（絆創膏）を渡すと乗ることができる。
ターボスキー
モーターボートにスキー板をつけたような外見。スピードを上げれば滝も上れる。スキー板を2枚渡すと乗ることができる。
ファンキーコプター
ホバークラフトにジャイロをつけたような乗り物。飛べるので、島中くまなく探索できる。DKコイン41枚すべて回収完了で乗ることができる。

### ほら穴
名前を以下に挙げる。カッコ内は場所を示す。これまでにバナナバードを助け出した数が多いほどクリスタルの光る回数が多くなる。
ブーティーのほら穴（ワールドマップ内）
スマッグのほら穴（オランガタンガ湖）
アーリックのほら穴（クレムウッドの森）
川の対岸にあり、「リバーサイドレース」でブラッシュの記録を塗り替え、ブラッシュを怒らせることで橋が作られる。
コングのほら穴（ワールドマップ内）
入るのにホバークラフト以上の乗り物が必要。
バウンティのほら穴（コットントップの入り江）
空中のほら穴（メカノス工場の島）
クレーンで吊り上げられているので「ビッグベジー」を使って人間大砲で入る。
アンカバのほら穴（ワールドマップ内）
入るのにターボスキー以上の乗り物が必要。
K3のほら穴（雪山K3）
渦巻のほら穴（パシフィカの滝壺）
クリフトップのほら穴（カミソリ渓谷）
崖の上にあり、ビヨーンのリフトに乗って行く。
地下水路（カオスの隠れ家）
ここのみ鉄格子で入り口が閉ざされている。バッフルの暗号を解くと開き方が分かる。
ベルのほら穴（ワールドマップ内）
ヒルトップのほら穴（ワールドマップ内）
ケイズのほら穴（ワールドマップ内）
入るのにファンキーコプターが必要。

## 移植版
| No. | タイトル | 発売日                                       | 対応機種               | 開発元 | 発売元 | メディア                                    | 型式                                   | 備考                | 出典          |
| --- | --- | -------------------------------------------- | ---------------------- | ------ | ------ | ------------------------------------------- | -------------------------------------- | ------------------- | ------------- |
| 1   | スーパードンキーコング3 謎のクレミス島 | 1997年9月30日                                | スーパーファミコン     | レア   | 任天堂 | フラッシュロムカセット (ニンテンドウパワー) | -                                      |                     |               |
| 2   | スーパードンキーコング3 | 2005年11月4日 2005年11月7日 2005年12月1日    | ゲームボーイアドバンス | レア   | 任天堂 | 128メガビットロムカセット                   | AGB-BDQP-EUR AGB-BDQE-USA AGB-BDQJ-JPN | 売上本数：100,175本 | [ 6 ] [ 7 ]   |
| 3   | Donkey Kong Country 3: Dixie Kong's Double Trouble! スーパードンキーコング3 謎のクレミス島                                                     | 2007年12月24日 2007年12月25日 2008年10月21日 | Wii                    | レア   | 任天堂 | ダウンロード (バーチャルコンソール)         | -                                      |                     |               |
| 4   | Donkey Kong Country 3: Dixie Kong's Double Trouble! スーパードンキーコング3 謎のクレミス島 Donkey Kong Country 3: Dixie Kong's Double Trouble! | 2014年10月30日 2014年11月26日 2015年2月26日  | Wii U                  | レア   | 任天堂 | ダウンロード (バーチャルコンソール)         | -                                      |                     | [ 8 ]         |
| 5   | スーパードンキーコング3 謎のクレミス島 Donkey Kong Country 3: Dixie Kong's Double Trouble!                                                     | 2016年5月9日 2016年6月2日                    | Newニンテンドー3DS     | レア   | 任天堂 | ダウンロード (バーチャルコンソール)         | -                                      |                     | [ 9 ] [ 10 ]  |
| 6   | スーパーファミコン Nintendo Classics | 2020年12月18日                               | Nintendo Switch        | 任天堂 | 任天堂 | ダウンロード                                | -                                      |                     | [ 11 ] [ 12 ] |

ゲームボーイアドバンス版
ストーリー自体はSFC版と変更が無いが、新ワールド「パシフィカの滝壺」やミニゲームの追加、全ての音楽がリニューアルされるなどの変更点がある。なお、本作の音楽は通常よりもかなり多くの音源を使用している関係で、一部効果音と重なると途切れるパートがある。また、キャラクターの効果音（羽音、声など）やクリスタルが鳴る音も変わっている。
ファンキーのミニゲーム
破壊 - 最初から遊べる。水路内にいるクレムリンの船を10隻以上沈めるとクリア。
解除 - ホバークラフト入手以降遊べる。クレムリンを避けながら4つの爆弾を安全水域まで運ぶとクリア。
護衛 - ターボスキー入手以降遊べる。水域内にいるコングファミリーを時間内に1匹以上クレムリンから守りきればクリア。
レース - ファンキーコプター入手以降遊べる。4匹のクレムリンとレースをし、3周した時点で1位であればクリア。
キャラクターの追加・変更点
リンクリーコング
GBA版ではバナナバードを預かるためだけの登場となっている。その関係でファンキー同様、1か所にしか存在しない。
また、服装が変更されている。
スワンキーコング
リメイク版ではパイプ上のコースを走り星を集めるミニゲームに変更されている。こちらは年齢制限があるらしく、ディクシーのみの参加となる。
また、服装が『2』と同じになっている。
クランキーコング
GBA版ではクランキーの道場で修業をしている。
キャンディーコング
タイニーコング
ランキーコング
チャンキーコング
リメイク版のファンキーのミニゲーム内に登場している。
スクイッター
GBA版では敵やタルを踏むことができない。
エリー
GBA版では乗った時や変身した時、ミスした時の鳴き声は前作と前々作に登場したサイのランビの声が流用されている。
バチュラー（オランガタンガ湖）
リメイク版にのみ登場するキザなクマ。彼女に渡すプレゼントとしてバラとチョコレートを用意するように指示する。両方とも渡すとバナナバードをくれる。
初めて会うと自分が持っている花をくれる。
バーナクル（オランガタンガ湖→パシフィカの滝壺）
リメイク版では「オランガタンガ湖」から「パシフィカの滝壺」に移っており、集める物も海洋関係全般に増えている。
ブラッシュ（クレムウッドの森）
GBA版ではスタジアムに住んでいる。
ベラミー（ワールドマップ上）
リメイク版ではバチュラーから花をもらっていればバラと交換してくれるほか、メカノス工場のしまのボスを倒すとバナナバードをくれる。
ブリザード（雪山K3）
リメイク版では体毛の色が変わった。
バッフル（カオスの隠れ家）
GBA版では暗号解読後にバーターの状況によらず鏡をすぐに返してもらえる。
バナナバード
リメイク版では20羽。コングファミリーにも飼われている。
クラッカ
GBA版のみに登場。
ノッカおよびクラスプの特徴を併せ持っている。体当たりを受けるとクラスプと同じく爆発してダメージを受けるが、ノッカ同様に踏んで沈黙させることが可能。
前作で言う赤いクロバー（ボムクロバー / カブーン）に相当する。
コインドーザー
GBA版では紫。
レンギン
GBA版では飛び出す際にクチバシを踏むと返り討ちにされる。
ココ
GBA版では赤と緑の動くパターンが逆になっている。
ベルチャ
リメイク版では左端の穴にトゲの付いたローラーが回転している。
スクワーター
GBA版では水鉄砲を2本同時噴射を行なう。
カオス
GBA版では一度倒すとそのセーブファイルでは二度と前座戦をプレイできない。
バーボス
「パシフィカのたきつぼ（GBA）」のボス。
クロクタプス
「カミソリけいこく（GBA）」のボスのみに登場。緑色のボコボコした丸い怪物で、先端がハサミ状の触手を伸ばして攻撃してくる。こちらから攻撃する方法はなく、足場に落ちてくる爆弾で自滅を誘うことで倒せる。

その他の変更点
コイン
DKコインはGBA版では倒すと自動的に手に入る。46枚ある。
ボーナスコイン
GBA版では98枚ある。
ポンコツロケット
GBA版では仕様が変更され、左右キーを押した際にその方向と逆のブースターが噴射されて入力したキーと同方向に移動する構造になっているほか、バズに触れるとダメージを受ける。また、ブースターの噴射で赤バズを倒せなくなった。
ほら穴
GBA版では場所によってクリスタルの光る回数が固定されている。
うずまきのほら穴（パシフィカの滝壺）
GBA版のみ登場。
バーチャルコンソール版
2008年10月21日よりWiiのバーチャルコンソールでの配信が開始された。2012年12月7日13時59分をもって配信終了したが、その後、2014年11月26日10時00分より配信再開。また、同日よりWii Uバーチャルコンソールでも本作の配信が開始された。2016年5月9日よりNewニンテンドー3DSバーチャルコンソールでも本作の配信が開始された。

## 音楽
今作のコースのBGM作曲担当は、『1』『2』で作曲を手掛けたデビッド・ワイズではなく、『1』の一部の曲を手掛けたイーブリン・フィッシャー （en）によるもの。
一方、GBA版は全てデビッド・ワイズによる新作（アレンジ）である。

## スタッフ
- ヘッド・プログラマー：マーク・ウィルソン
- プログラマー：トレバー・アットウッド、スティーヴ・ホースバーグ
- テクニカル・プログラマー：ブレンダン・ガン
- ヘッド・アーティスト、キャラクター：マーク・スティーヴンソン
- アシスタント・キャラクター、アニメーション：ニール・クルック
- 背景アーティスト：フィル・ダン、カール・ティリー、クリス・ウッズ、リー・レイ
- グラフィック・マニピュレーター：クリス・ピール
- 音楽、効果音：イーブリン・フィッシャー
- 追加音楽：デビッド・ワイズ
- スペシャル・サンクス：山内溥、ハワード・リンカーン、荒川實、福田学、ジョエル・ホッホバーグ、エーリッヒ・ヴァース、ウィリアム・S・リチャードソン、ケン・ロブ（英語版）、近藤浩治、はたけやままさと、川野成央、木村茂夫、かとうよしゆき、平野勲、I.YONEDA、E.KOBAYASHI、なかむらひろ、サイモン・ファーマー、スティーヴン・スタンパー、グレッグ・メイレス（英語版）、クリス・サザーランド、スティーヴ・メイレス、クリス・ゲージ、C・モイーズ、A・ベルネール、ジュリアン・バルダコフ、L・アシュレイ
- ソフトウェア・システム：エイリアス、任天堂、レアACM3、シリコングラフィックス
- ネットワーク・サポート：ポール・ミケル、デイビット・ドーク（英語版）
- ハードウェア：レア・システムズ、シリコングラフィックス
- ハードウェア・サポート：ピート・コックス、アラン・チッパー
- オリジナル・ドンキーコング・クリエイター：宮本茂
- アシスタント・ゲーム・デザイナー：ポール・ウェイバー
- ゲーム・デザイン、プロデューサー：アンドリュー・コラード
- エグゼクティブ・ディレクター：ティム・スタンパー（英語版）

## 評価
スーパーファミコン版
ゲーム誌『ファミ通』の「クロスレビュー」では合計30点（満40点）でシルバー殿堂を獲得、『ファミリーコンピュータMagazine』の読者投票による「ゲーム通信簿」での評価は以下の通り、23.2点（満30点）となっている。
| 項目 | キャラクタ | 音楽 | お買い得度 | 操作性 | 熱中度 | オリジナリティ | 総合 |
| 得点 | 4.1        | 3.8  | 4.0        | 3.9    | 3.9    | 3.6            | 23.2 |

ゲームボーイアドバンス版
ゲーム誌『ファミ通』の「クロスレビュー」では合計28点（満40点）となっている。

## ドンキーコングGB ディンキーコング&ディクシーコング
かつて近隣諸国を征服していた伝説の「ロストワールド」を見つけ出すことが目的であり、クルールたちはそれを妨害するために登場する。当初は『ドンキーコングランド2』の名で開発され、発売直前にタイトルを変更した。当時放送されていたアニメ版と同一のロゴデザインとなっている。
開発途中にGBC本体が発売された関係で、過去のGB本体に対応しないGBC専用ソフトとして開発し直したことから、発売が当初の予定より大幅に遅れることとなった。日本国外ではGBC専用になる以前の仕様である（GBやSGBに対応）。

### ステージ
基本的にSFC版を踏襲しているが、前作同様、内容は全て新しくなっている。冒険の舞台は「クレミス大陸」となり、ワールド区分も変更された。
ワールド1「コットントップみさき」
ステージ1「赤いふなつきば」（波止場）
ステージ2「バッザーの湖」（海）
ステージ3「フォードノックス」（波止場）
ステージ4「トータルリコイル」（小屋）
ステージ5「ココのすいろ」（川辺）
ステージ6「命がけのリフト」（小屋）
ボス「みさきのばんにん バーボス」（海）
ワールド2「クレミス大へいげん」
ステージ1「サンゴの森」（海）
ステージ2「ミンキーのいたずら」（木）
ステージ3「クラスプロープ」（波止場）
ステージ4「とめられない とまらない」（雪山）
ステージ5「かわべの大あばれ」（川辺）
ステージ6「スコークスのすいしゃごや」（小屋）
ボス「ゆきのかいじん ブリーク」（雪山）
ワールド3「クレムウッドの森」
ステージ1「タルでたきのぼり」（滝）
ステージ2「クラクラがけっぷち」（崖）
ステージ3「ゆきあなのおとし穴」（雪山）
ステージ4「ひょうめんのドキドキ」（川辺）
ステージ5「レンギンのにわ」（雪山）
ステージ6「レッドウッドで大あばれ」（木）
ボス「どくグモ アリック」（木）
ワールド4「オランガタンガ湖」
ステージ1「きけんなジャングル」（ジャングル）
ステージ2「足元に気をつけろ」（滝）
ステージ3「湖のめいろ」（海）
ステージ4「ファイアーボール カービン」（工場）
ステージ5「木のぼり大さくせん」（木）
ステージ6「雨のロッククライミング」（崖）
ボス「ふくしゅうのマシン カオス」（工場）
ワールド5「ブリキのけいこく」
ステージ1「とこなつのタイトロープ」（ジャングル）
ステージ2「クリフトップ クリターズ」（崖）
ステージ3「ながれに気をつけろ」（滝）
ステージ4「タルタルパニック」（工場）
ステージ5「ブリキ山のちかすいろ」（ダクト）
ステージ6「おばけタルのどうくつ」（洞窟）
ボス「たいけつ!! クルール」（ダクト）
ワールド6「ロストワールド」
ステージ1「ダクトコースター」（ダクト）
ステージ2「クチャカのぎゃくしゅう」（工場）
ステージ3「あんこくのしょうにゅうどう」（洞窟）
ステージ4「エリーといっしょ」（ジャングル）
ステージ5「タルストリート」（工場）
ステージ6「ぶきみなどうくつ」（洞窟）
ボス「さいごのたいけつ!! クルール」（洞窟）

### ボス
バーボス
巨大なリラーチ。リラーチを飛ばして攻撃してくる。
ブリーク
通常の横画面対戦をする。動かずに、最初から大砲を使って攻撃してくる。
アリック
最もオリジナルに近い攻撃をする。
カオス
画面下まで降りてきて、頭の先に電流を流しながら高速で移動する。2段目以降の頭は登場しない。
クルール
本人が直接電流を飛ばす。2回目は爆弾も投げてくる。特に言及はされていないが、バロンクルールである。

#### アニマルフレンド
本作でのアニマルフレンドは4種類。
エンガード
スコークス
エリー
スクイッター

### スーパードンキーコング3からの変更点
比較的SFC版に近かった『ドンキーコングランド』に比べ、こちらはかなりオリジナル色が強い。主な変更箇所を下に挙げる。
- 残機数のみハートマークで常に表示されている。
- スワンキー、ファンキーは登場せず、彼らのイベントも無くなった。
- クマ系のイベントがほぼ削除され、各ワールドに「クマさんのお店」が1つずつあるだけになった。
- 「クマさんのお店」では、神経衰弱ゲーム（5コイン / 回）、情報（ランダム、2コイン / 回）、テレポーテーション装置（5コイン / 回）が買える。このうち、神経衰弱ゲームは勝つと「時計」が貰える。
- 各ワールドの出入りが制限されており、他のワールドへ行くにはボスを倒すか、テレポーテーション装置を使うしかなくなった。ただし、セーブしてからタイトル画面に戻り再度ロードすることでワールドマップからの再開になるのを利用すれば、強引に他のワールドに行くことは可能。
- ボスを倒すと、自動的にボーナスコインが手に入るようになった。
- 海ステージに地上がある別マップが存在しない。そのため、海ステージのDKコインはコインを倒すのではなく、ステージに置いてあるものを拾って手に入れる。
- ロストワールドはボーナスコイン、ラスボス面はDKコインと時計を全て手に入れていないと入ることができない。条件を満たしていないとクルールに追い返される。
- ボスの攻撃パターンが完全に変更された。なお、ワールド数が減ったためにベルチャ、スクワーター、クロクタプス、カオス（2回目）は登場しない。
- 「ノッカ」が「クルーシャ」に、「アーリック」が「アリック」にそれぞれ名前が変わった（後者は誤記の可能性もある）。
- バズーカが背景扱いになり、乗ったり、倒したりすることができなくなった。
- 雲が登場。足場になるが、一度乗ると崩れる。
- コプターを踏みつけで倒せる。また、地面にぶつかると自滅する。
- そりでバズが踏めない。
- バウンティパスを倒してもアイテムが出ない。
- エリーは水を吸わなくても水鉄砲を発射できる。また、スニークを苦手としている設定が無く、コングらと同様にスニークを踏んで倒せる。
- スクイッターは水に落ちるとミスになる。
- 小屋ステージにスコークスが登場する「スコークスの水車小屋」など、SFC版に無い設定のステージが存在する。その一方で「流れにさからえ」や「スクイール ホイール」など、高度なアニメーションを必要とするステージは削除された。
- ゴールフラッグは触れるだけでゴールとみなされるようになった。なお、マップ画面上に旗は立たない。
- すべてのステージをクリアすると、タイムアタックが追加される。
- BGMが一部削除され、それに伴いBGMが差し替えられている。
  - 雪山ステージ→滝ステージ
  - ダクトステージ→洞窟ステージ
  - ステージクリア時の音楽→「スワンキーのテント」でクランキーに勝利時の音楽
  - クルール以外のボス戦→クルール戦
  - リンクリーの洞穴のBGMは昼寝時のもので固定
  - ミスした場合に流れるBGMはどのコースでも共通
- その他の操作は『ドンキーコングランド』を基本としている。

### 移植版
| No. | タイトル                                           | 発売日        | 対応機種        | 開発元 | 発売元 | メディア                            | 型式 | 売上本数 | 備考 |
| --- | -------------------------------------------------- | ------------- | --------------- | ------ | ------ | ----------------------------------- | ---- | -------- | ---- |
| 1   | ドンキーコングGB ディンキーコング&ディクシーコング | 2014年5月7日  | ニンテンドー3DS | レア   | 任天堂 | ダウンロード (バーチャルコンソール) | -    | -        |      |
| 2   | ゲームボーイ Nintendo Switch Online                | 2024年12月4日 | Nintendo Switch | 任天堂 | 任天堂 | ダウンロード                        | -    | -        |      |